# Фантик

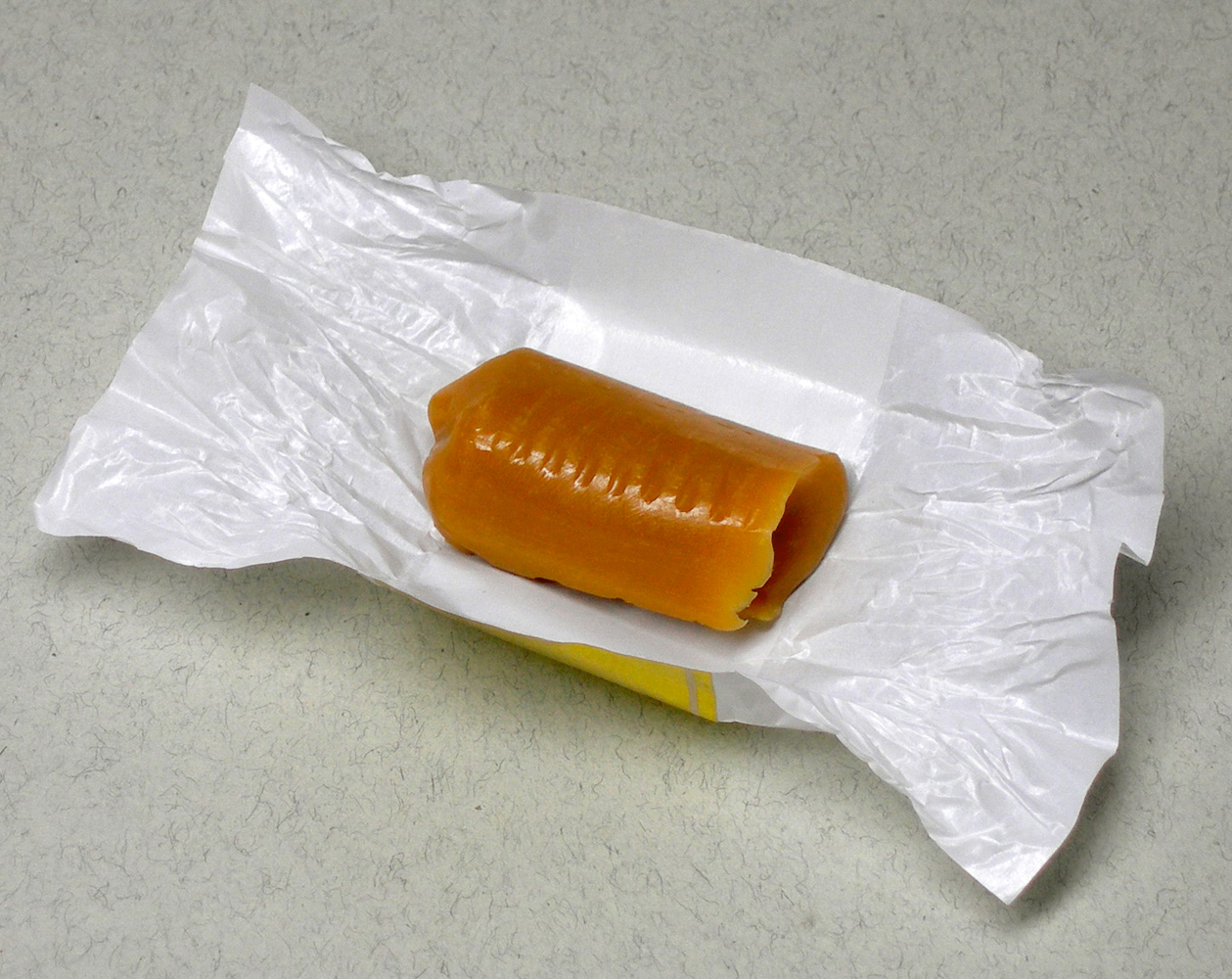
Карамель на фантике.

Упаковка кондитерских изделий фабрики «17. Jūnijs», печенье, марципан, пастила, вафли, конфеты, Рига, Латвийская ССР, Союз ССР, 1940—1991 годы.

Фа́нтик (от слова «фант») — народное название обёртки (упаковки), которая служит для заворачивания конфет и иной кондитерской продукции (карамель, ирис, жевательная резинка).

## История
С развитием цивилизаций происходило и развитие определённых видов и типов деятельности человека и общества. Появились производство продуктов питания, в том числе и кондитерских, и торговля ими. Для сохранности отдельной кондитерской продукции была придумана её упаковка (обёртка), получившая в России просторечное название фантик, возможно от слова фант (нем. Pfand — букв. залог) — предмет, который необходимо отдать, или задание, которое необходимо выполнить, в случае несоблюдения правил любой игры или шуточной договорённости.
Материалом для фантика чаще всего служит бумага, полимер (обычно фольгированный), фольга.
Кроме основного предназначения в качестве упаковки, является также объектом коллекционирования, обмена и для игры в «фантики», которая была популярна среди детей в дореволюционное и советское время.

... —Ну ладно. Ремень отдадим за выкуп. Есть фантики?
—Есть.
—Давай сто штук.
—Много. Может, пятьдесят довольно?
—Сто, или ремень не получишь.
Фантики гимназист принес, и мир снова водворился между домами. ...— Война со «Снетками», «Дом веселых нищих», Григорий Георгиевич Белых.

Некоторые виды обёртки
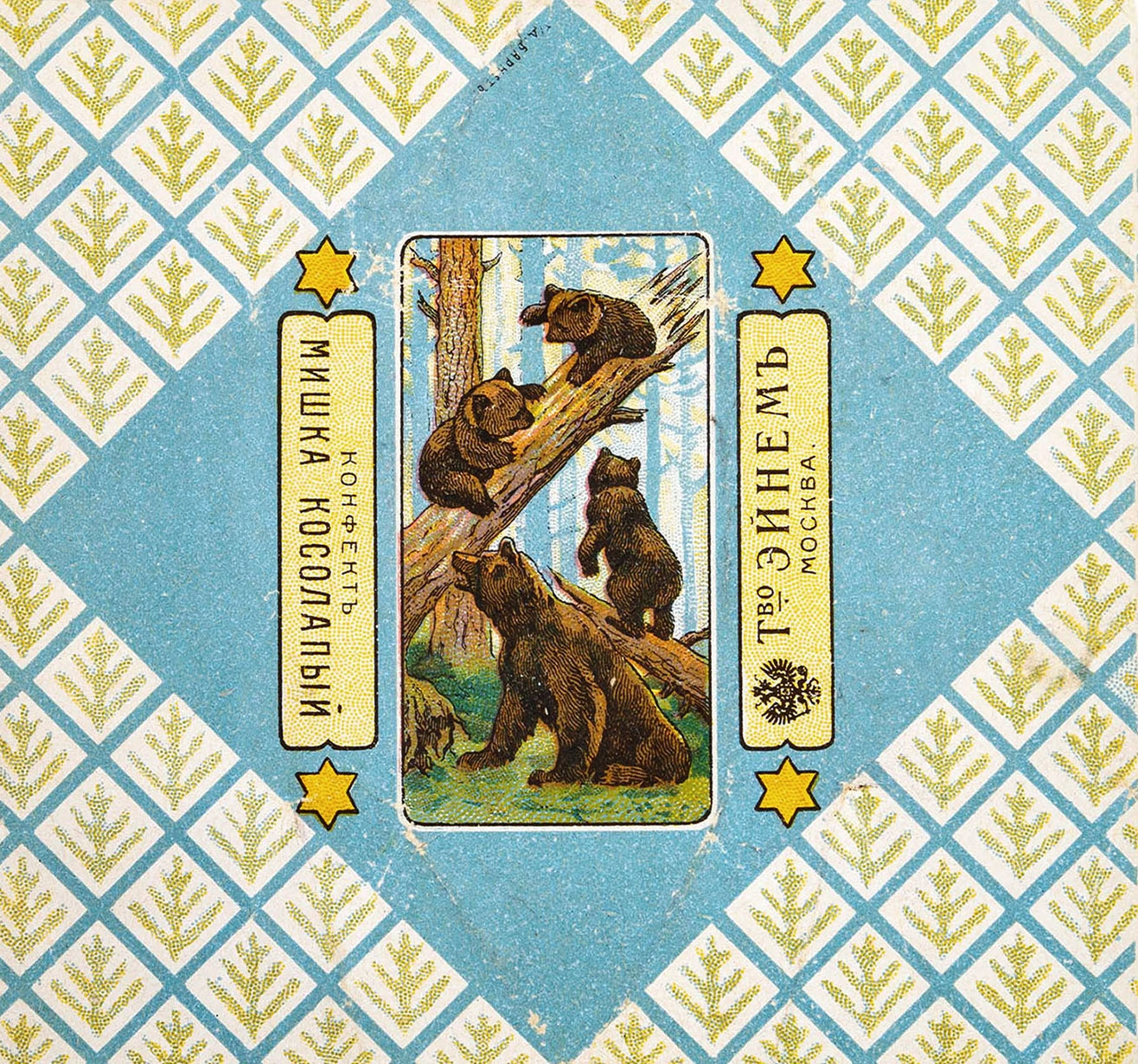
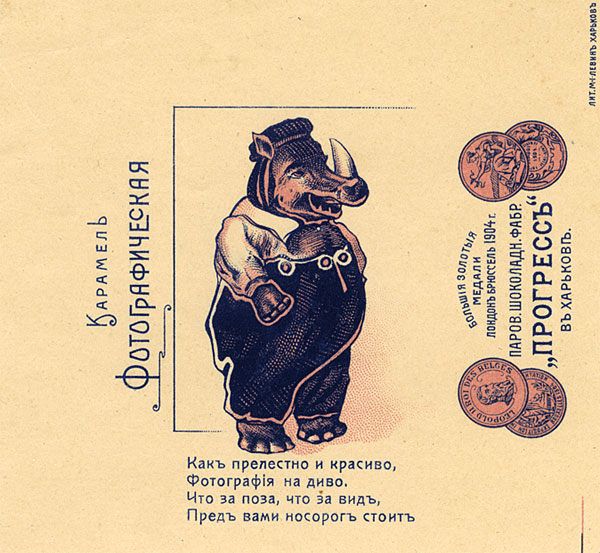
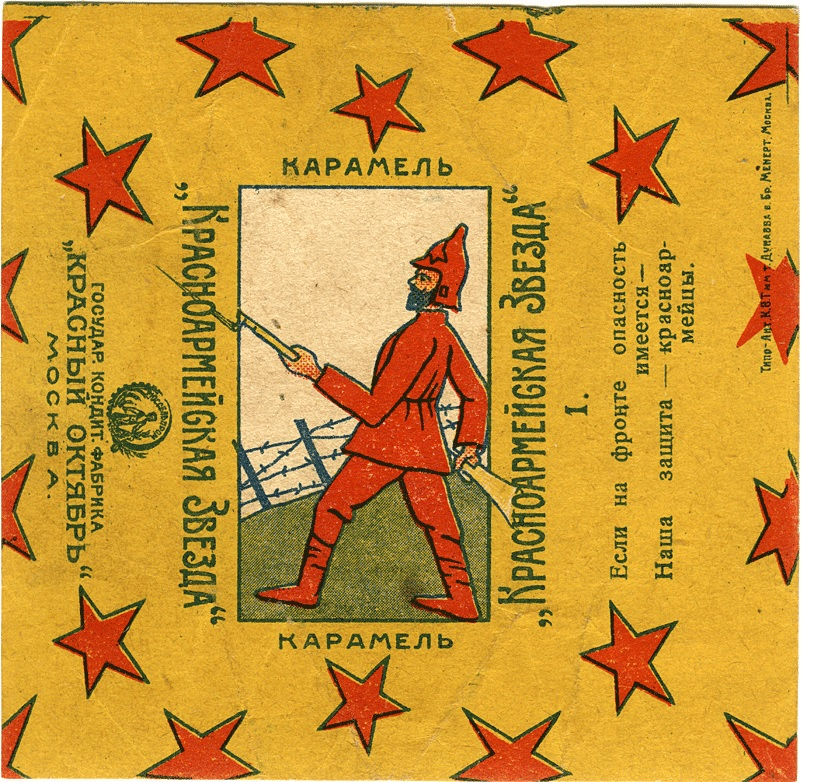